# Mitsubishi Aircraft Corporation
Die Mitsubishi Aircraft Corporation (japanisch 三菱航空機株式会社, Mitsubishi Kōkūki Kabushiki kaisha) war ein japanischer Flugzeughersteller, der zu 64 % Mitsubishi Heavy Industries (jap. 三菱重工業 Mitsubishi Jūkōgyō), zu je 10 % der Mitsubishi Corporation und Toyota sowie zu je 5 % Sumitomo und Mitsui gehörte.

## Unternehmen
Das Unternehmen wurde 2008 mit Sitz in Nagoya, Präfektur Aichi gegründet und beschäftigt sich mit der Entwicklung des Mitsubishi SpaceJet (bis Juni 2019 „Mitsubishi Regional Jet“, kurz „MRJ“), eines Regionalflugzeugs für 70 bis 96 Passagiere. Es unterhält Niederlassungen in Tokio, Moses Lake und Boisbriand.
2020 gab das Unternehmen bekannt, die Entwicklung des SpaceJets vorerst auf Eis zu legen; eine Einstellung des Projekts wird nicht ausgeschlossen. Ende 2020 gab das Unternehmen bekannt, die Belegschaft ab April 2021 um etwa 95 Prozent auf ein Minimum von etwa 150 Mitarbeiter zu reduzieren.
Im Februar 2023 wurde bekanntgegeben, dass die Entwicklung des SpaceJet endgültig eingestellt und das Unternehmen liquidiert wird. Im April 2023 wurde das Unternehmen im Rahmen der Auflösung in MSJ Asset Management Company umbenannt und die Website abgeschaltet.

## Vorgängerunternehmen 1928–1934
Nicht zu verwechseln ist das Unternehmen mit der Mitsubishi Kōkūki (engl. Mitsubishi Aircraft Company) von 1928, die hauptsächlich für die japanischen Streitkräfte Flugzeuge produzierte. Es fusionierte 1934 mit Mitsubishi Zōsen (engl. Mitsubishi Shipbuilding) zu Mitsubishi Jūkōgyō (Mitsubishi Heavy Industries).